# شهرداری کونسه
شهرداری کونسه (به لاتین: Konče Municipality) یک منطقهٔ مسکونی در مقدونیه شمالی است که در مقدونیه شمالی واقع شده‌است. شهرداری کونسه ۲۳۳٫۰۵ کیلومتر مربع مساحت و ۳٬۵۳۶ نفر جمعیت دارد.